# Conseil privé (anciens Pays-Bas)
 (mai 2012).
Si vous disposez d'ouvrages ou d'articles de référence ou si vous connaissez des sites web de qualité traitant du thème abordé ici, merci de compléter l'article en donnant les références utiles à sa vérifiabilité et en les liant à la section « Notes et références ».
Le Conseil privé (Geheime Raad) est créé dans les anciens Pays-Bas par ordonnance du 1er octobre 1531 sous l'empereur Charles Quint et la gouvernante générale Marie de Hongrie. Il faisait partie des trois conseils dits « collatéraux », aux côtés du Conseil d'État et du Conseil des finances. Néanmoins, il connut de courtes périodes de suppressions notamment sous Philippe V d'Espagne et au début du régime autrichien. Le Conseil privé fut rétabli le 19 septembre 1725 mais disparut à nouveau en 1787 à la suite des réformes administratives de Joseph II. Toutefois, il fut à nouveau rétabli sous la seconde restauration autrichienne par le décret du 7 juillet 1791. Le Conseil privé disparut officiellement le 21 août 1794.
Les conseillers du Conseil privé étaient tous juristes diplômés. Cette institution, hébergée dans la résidence princière du Coudenberg, était compétente pour tout ce qui avait trait à la justice, aux grâces et à la législation. Toutefois, les rôles du Conseil privé ont évolué au fil du temps et à la fin du XVIIIe siècle, son rôle s'étend à presque tous les domaines sauf à celui de la finance. Le Conseil privé travaillait grandement aux affaires de nominations des fonctions ecclésiastiques et civiles et à l'émission de conseil dans l'exercice du droit de grâce régalien. Par conséquent, les consultes du Conseil privé étaient très diverses et traitaient d'affaires provinciales, communales, militaires, juridiques, religieuses, etc. L’élaboration de l'édit perpétuel de 1611 est, entre autres, l'œuvre des conseillers du Conseil privé.

## Fonctionnement

### Régime autrichien
Le Conseil privé fonctionnait de manière similaire aux autres conseils collatéraux. Sous le régime autrichien, le Conseil privé traitait les affaires que le gouverneur général envoyait sous forme de décrets. Dès lors, le Conseil privé traitait ces décrets de manière consultative, c'est-à-dire que le Conseil privé émettait un avis pour guider le gouverneur général mais celui-ci était libre de suivre ces conseils ou non.
Le Conseil privé était composé de cinq à dix conseillers. On avait des juristes, un chef président et un groupe de secrétaires. Pour chaque affaire, un conseiller rapporteur était choisi pour recueillir toutes les propositions et les avis émis dans les différentes instances. Ensuite, le conseiller rapporteur en faisait un rapport qu'il partageait lors d'une séance du Conseil privé pour ainsi permettre de débattre de ce rapport pour qu'en ensuite, il y ait vote. Le président du Conseil privé concluait à la majorité des voix. Après le vote à la majorité, l'avis du Conseil privé était transcrit dans une consulte qui devait contenir l'exposé de la question, des différents avis des conseillers et la solution au décret. La consulte était alors envoyée au Gouverneur général qui consignait sa décision sous forme d'apostille (se trouvant très généralement dans la marge). Et enfin, la consulte revenait au Conseil privé qui s'assurait que la décision donnée par le gouverneur général soit exécutée.

## Conseillers

### Présidents
- 1521-?: Jean Caulier (président)[4]

- 1531-1540: Jean Carondelet (chef)
- 1531-1540: Pieter Tayspil (président)
- 1540-1548: Lodewijk van Schore
- 1549-1569: Viglius van Aytta
- 1569-1573: Karel Tisnacq
- 1573-1575: Viglius van Aytta
- 1575-1583: Arnoud Sasbout (nl)
- 1587-1592: Guillaume de Pamele (en)
- 1592-1595: Jan van der Burch (en)
- 1597–1609: Jean Richardot
- 1614–1630: Engelbert Maes (en)
- 1632–1653: Pierre Roose (en)
- 1653–1671: Charles d'Hovyne
- 1672–1684: Léon-Jean de Paepe (en)
- 1684-1694: Pierre-François Blondel
- 1694-1702: Albert de Coxie, baron van Moorsele
- 1725-1732: comte Christophe-Ernest de Baillet
- 1733-1739: comte Jean-Alphonse de Coloma (en)
- 1739-1758: Gilles-Augustin de Steenhault
- 1758-1783: Patrice-François de Neny

### Conseillers
- 1511-1540: Jean Jonglet[5],[6],[7] sr. des Maretz (à Lestrem)[8]

- Nicolas Micault, Sgr d'Yndevelde

### Sources et bibliographie
- Patrice-François de Neny, Mémoires historiques et politiques sur les Pays-Bas autrichiens et sur la constitution, B. Le Francq, imprimeur-Libraire (Bruxelles), 1786, 295 p. (lire en ligne).